# Nasskern
Als Nasskern wird in der Baumbiologie eine durch Bakterienbefall entstandene, sehr feuchte und dunkel verfärbte Zone des Holzquerschnitts bezeichnet. Die Mikroorganismen ernähren sich von der nährstoffreichen Flüssigkeit im Stamm. Die Infektion erfolgt meist durch fakultativ anaerobe Bakterien, welche über Totholz oder verletzte Wurzeln in das Stamminnere eintreten. Je nach Ausdehnung der Infektion werden normaler und pathologischer Nasskern unterschieden.

## Diagnose
Ein Nasskern zeigt sich im Querschnitt des Stammes als dunkel verfärbte, sehr nasse Zone. Von außen ist ein Nasskern meistens nicht diagnostizierbar. Erst wenn es zum Austritt von Flüssigkeit aus Rindenspalten (Schleimfluss) kommt, kann von außen eine Infektion vermutet werden.

## Normaler Nasskern
Beim normalen Nasskern ist die Bakterieninfektion auf den inneren, abgestorbenen Teil des Holzes beschränkt (teilweise auch innerer Splintbereich). Eine Besiedelung des äußeren, noch lebenden Splintholzes findet aber nicht statt. Häufig betroffen sind insbesondere Ulme, Rosskastanie, Eiche, Pappel, Platane, Birke und Berg-Ahorn. Der normale Nasskern wird als harmlos betrachtet.
Bei der Rosskastanie besteht eine Verwechselungsmöglichkeit mit den ebenfalls Schleimfluss verursachenden, jedoch weitaus gefährlicheren, Erregern der Pseudomonas-Rindenkrankheit oder Phytophthora-Arten.

## Pathologischer Nasskern
Wenn die Bakterieninfektion bis in den lebenden Splint vordringt, spricht man von einem pathologischen Nasskern. Ein solcher kann die Wasserleitung im Splintholz massiv beeinträchtigen und den Baum somit schädigen (Sekundärschäden in der Krone). Dies kommt insbesondere an Weiß-Tannen häufig vor und wird als signifikanter Schaden im Zusammenhang mit dem Tannensterben eingeordnet.

## Auswirkungen auf das Holz
Im Unterschied zum Echten Kernholz ist ein Nasskern nicht Teil der passiven Abwehr oder der Schutzholzbildung. Dennoch kommt es zu einer Erhöhung der Resistenz gegen Fäuleerreger, da die hohe Feuchtigkeit die Besiedlung durch holzzersetzende Pilze unwahrscheinlich bis unmöglich macht.
Die Holzqualität ist nicht wesentlich vermindert. Auch die Holzfestigkeit (respektive Bruchsicherheit) wird durch einen Nasskern in der Regel nicht beeinträchtigt, da es nicht zum Abbau von Holzfasern kommt.